# Les Mondes engloutis
Les Mondes engloutis est une série télévisée d'animation française en 52 épisodes de 26 minutes, créée par Nina Wolmark qui en a écrit la plupart des scénarios et dialogues. Christian Grenier, Joëlle Wintrebert et Michel Jeury ont également participé à l'écriture des scénarios. Les personnages ont été créés et dessinés par Patrick Claeys pour le studio France Animation. Les autres dessinateurs principaux sont les frères Gaëtan et Paul Brizzi, Didier David dit Cromwell et Christian Lignan. Diffusée pour la première fois à partir du 24 septembre 1985 sur Antenne 2 dans l'émission Récré A2, la série a été rediffusée dans l'émission L'été en baskets à dater du 16 juillet 1988, puis du 6 janvier 1990 sur TF1 dans le Club Dorothée. Au Québec, la série a été diffusée à partir du 14 septembre 1986  sur TQS. Au Maroc, la série a été diffusée sur la RTM. Les épisodes ont été réalisés par Michel Gauthier.

## Synopsis
Le Shagma, soleil artificiel indispensable à la vie des gens du dessous dans la cité d'Arkadia, tombe malade. Guidés par Shag-Shag, antique vaisseau conscient et doté de pouvoirs magiques, les enfants d'Arkadia entrent alors dans le musée interdit et lisent les archives secrètes. Ils apprennent alors que leur peuple vivait au-dessus jusqu'au grand cataclysme qui a précipité leur île sous la surface de la Terre. Ils créent Arkana, une créature ressemblant à une humaine, et l'envoient avec Shag-Shag vers la surface pour chercher de l'aide. Elle est accompagnée de Bic et Bac, deux pangolins, créatures étranges et bienveillantes, aussi anciennes que Shag-Shag.
Dès le premier épisode, le groupe est rejoint par le jeune Bob et sa petite sœur Rebecca, des enfants venus de la surface, ainsi que par Spartakus, un voyageur qui a toujours vécu sous la surface. Le chemin de retour vers le centre de la Terre amène les héros à traverser à bord du vaisseau Shag-Shag, des mondes parallèles ou « strates ». Ils y rencontrent peuples et personnages historiques ou fictionnels issus de différentes origines qui peuvent se révéler être des alliés comme des adversaires dans leur quête.

### Quelques épisodes
L'homme tambour : Spartakus n'a jamais connu sa mère. Un sorcier africain énigmatique et jouant d'un tambour magique le nomme Eweka (prononcé « Êwéké », référence à oba Eweka) et lui propose de la rencontrer s'il arrive à passer des épreuves et (con)vaincre le fantôme de son père. Devenu roi de « Bénin », son village natal ressuscité, sa mère lui explique toutefois que la loi lui interdit par son nouveau statut « divin » de voir son visage désormais, mais qu'il doit absolument rester. Ne pouvant obtenir ce qu'il désirait, Spartakus s'enfuit avec l'aide d'Arkana.
Le Nemkor d'Arkana : le Shagma mourant, désespérant du retour d'Arkana, après de longues hésitations sur la place de l'orichalque, les Arkadiens tentent une opération jamais tentée : ils réfléchissent les rayons de l'arc-en-ciel shagmique vers le Shagma. Durant cette manœuvre, les créatures shagmiques sont privées de leur source d'énergie. Shag‑Shag se déstructure au plus grand dépit de Spartakus et Bob, et ils tombent dans un trou noir. Arkana, Bic et Bac se réduisent à de fragiles boules de lumières sous le soin de Rebecca.
Démosthène, dit D.D. : rencontre avec le logographe bègue de l’Athènes antique. « Répète après moi : dé-mo-cra-tie ! » Démosthène est enlevé par Maxagaz qui veut son aide pour pouvoir remporter les élections et rester chef des pirates. Débats houleux de politiques étrangères sur le forum antique ou à la télévision FIP.
Gog et Magog : « Dans ce pays, les gens chantent pour supporter le bruit horrible du vent ». Un phénix blanc convainc Arkana qu'Arkadia se trouve derrière une porte fermée par la vibration des deux branches d'un diapason identique à celui de la place de l'Orichalque (forum). Au-dessus du diapason flotte une pierre noire… dont la chute arrêterait ce diapason et ouvrirait cette porte. Mais derrière cette porte se trouvent les terribles armées de Gog et Magog...
Tada et les insignes sacrés : dans cet épisode, les héros assistent un homme en grande détresse en l'aidant à retrouver un objet symbolique (en orichalque ?) qui lui donne le droit, selon la loi du roi, de vivre en homme libre. Un vieil esclavagiste colonialiste aigri car abandonné par son ancienne hiérarchie l'a empoisonné pour le lui voler, et l'empêcher de se libérer.
Ces épisodes sont tous tirés de la deuxième partie de la saison 1 de la série.

## Voix
- Jeanine Forney : Arkana
- Yves-Marie Maurin : Spartakus
- Kris Bénard : Bob
- Amandine Rajau : Rebecca
- Louis Arbessier : Shag-Shag
- Marc Moro : Maxagaz
- Perrette Pradier : Massmédia
- Jacques Deschamps : Mattymate
- Claude Dasset : Seskapile, Bic
- Albert Augier : Bac
- Jean Négroni : narrateur, Shagmir
- Luq Hamet : Shangor
- Jackie Berger : Shangora (1re voix)
- Aurélia Bruno : Shangora (2de voix)

## Personnages

### Principaux
- Arkana : humanoïde bipède, « à l'image des gens du dessus », créée par les enfants d'Arkadia avec des bribes d'informations provenant de la mémoire d'Arkadia, et les rayons des arcs-en-ciel shagmiques, magicienne bienveillante mais naïve, capable de projeter des illusions. Elle doit demander aux gens du dessus de l'aide pour réparer le Shagma.
- Bic et Bac : deux joyeux petits animaux sacrés, les plus anciennes formes de vie de la cité d'Arkadia. Ils sont des pangolins compagnons caressants, habiles, drôles et enjoués, capables de produire du feu (ou de l'électricité) en frottant leur nez ensemble. Les deux sont investis de pouvoirs shagmiques comme Arkana et Shag-shag. Il est à noter qu'ils ne possèdent pas de griffes mais des doigts.
- Bob et Rebecca : frère et sœur « du dessus » qui ont décidé, profitant d'une rencontre accidentelle avec Arkana lors d'une expédition spéléologique, d'accompagner les héros sous le prétexte de connaître les secrets du Shagma avec un comportement rassurant de spectateurs. Pour ces deux enfants, l’inquiétude d'effrayer leurs parents par leur absence n'a pas de fait puisqu'ils leur semble évident que le temps s'écoule bien plus lentement à l'intérieur de la terre qu'à sa surface. Bob surnomme sa petite sœur « P'tite boule ».
- Spartakus : voyageur des Strates et mondes souterrains, qu'il arpente, il ne se sépare jamais de son bracelet noir d'Orichalque bien pratique (c'est un outil multifonctions : grappin, arbalète...) et hérité de son père. Son passé est sombre : sa famille et lui ayant été attaqués à Barkar par des vendeurs d'esclaves, Spartakus y est longtemps resté comme Gladiateur avant de regagner sa liberté, et errer dans les strates...
- Shag-Shag : le vieux robot-vaisseau explorateur intelligent dormait dans le musée interdit de la cité, dont il gère l'essentiel de la maintenance. Il a permis aux enfants d'Arkadia d'y accéder clandestinement. Il a la silhouette stylisée d'une tortue géante. Son ordinateur-cerveau, datant d'avant le grand cataclysme, a des trous de mémoire. Les shagies sont une multitude de petits robots d'entretien et de réparation. Shag-Shag possède une interface de communication/énergie dédiée à l'espèce dont font partie Bic et Bac, et une culture encyclopédique des temps passés et des strates. Il prétend être impatient de retourner dans son musée une fois que sa mission vers la surface sera terminée. Mais les aventures se succèdent dans les dédales des strates.

### Secondaires
- Les Arkadiens : Mélange harmonieux de végétal et d'humains très évolués, ils n'ont pas de pied et flottent librement dans Arkadia (absence de gravité physiquement correcte, au moins). Ils ignorent tout de leur passé, et leur dialectique est duale, avec des hommes très prudents et des femmes impulsives. Leur civilisation semble heureuse et pacifique, mais leur tranquillité a un prix, qu'Arkana découvre dans l'épisode Les prisonniers du temps perdu.

Les principaux Arkadiens sont :
- Shagmir ;
- Shangora.

- Les pirates « punk » et Radio FIP, la Radio de la Fédération Inter Piraterie : antagonistes récurrents (parfois, alliés circonstantiels) du groupe d'Arkana, sous une apparence sympathique et enjouée bien que pathétiquement malveillante, ils représentent une société malheureuse, violente, agressive, inculte, esclavagiste, excessivement matérialiste, vivant dans une décharge. Les pirates sont divisés en trois clans : celui des lacs, celui des fjords et celui des flaques. Le clan des lacs, auquel appartient Maxagaz, ne cesse de rabaisser les deux autres (par exemple, lors des jeux inter-pirates). Cette société est structurée sous une apparence de démocratie contrôlée par les médias de masse. « J'accuse Maxagaz de ne pas savoir piller ! » La « gigue des pirates » est une chanson animée qui revient à chaque intervention de Massmédia, la plantureuse oratrice de Radio FIP. « Sans foi ni loi, Ah la belle vie que voilà ! », « Sur vos crânes on fait cric ! on fait crac ! » (avec quelques coups de gourdins...).

Les principaux pirates sont :
- Maxagaz, le chef des pirates et du clan des lacs ;
- Massmédia, sa compagne et animatrice de Radio FIP ;
- Seskapil et Mattymate, leurs acolytes.

Le rival de Maxagaz est Ringnar, chef des bandits des fjords.

### Autres
- Startakus le « Guérisseur d'étoiles » : vieux scientifique du futur occupant une station spatiale, il fait de la rétention d'information à l'encontre du groupe d'Arkana.
- Arkshag : antagoniste récurrent apparu au cours de la série, il est le gardien du Temps perdu.
- Chanteplume : vieil ami sympathique de Spartakus, il est un poète et joueur de mandoline de la ville de Villon ainsi qu'un mauvais garçon connu de sa cour des miracles. Pour son art, il lui arrive de voyager entre les strates.

## Épisodes
Il existe deux numérotations des épisodes : celle de la diffusion originale sur Antenne 2, et celle présentée dans les DVD et dans la diffusion de 1991 sur TF1. Ce dernier ordre n'est pas chronologique et ne respecte pas le déroulement du scénario.
La liste ci-dessous présente ces deux ordres de diffusion, l'original qui respecte le scénario, et l'ordre des épisodes sur le DVD.

### Première saison
| Numéro (diffusion originale) | Numéro (DVD) | Titre                                 |
| ---------------------------- | ------------ | ------------------------------------- |
| 1                            | 1            | La cité d'Arkadia                     |
| 2                            | 6            | Les pilotis du démon                  |
| 3                            | 8            | Thot                                  |
| 4                            | 9            | Le Klub pirate                        |
| 5                            | 11           | Le cristal vivant                     |
| 6                            | 14           | La loi des Mogokhs                    |
| 7                            | 7            | Les mille et une heures d'Arkadia     |
| 8                            | 20           | Démosthène, dit D.D.                  |
| 9                            | 18           | Tada et les insignes sacrés           |
| 10                           | 4            | Icelandis le vaisseau fantôme         |
| 11                           | 15           | La convention pirate                  |
| 12                           | 12           | La folie de Shagshag                  |
| 13                           | 5            | Des enfants et des souris             |
| 14                           | 2            | Les partenaires de Barkar             |
| 15                           | 3            | L'empereur Qin et le huitième royaume |
| 16                           | 19           | Le Temkor d'Arkana                    |
| 17                           | 16           | L'homme tambour                       |
| 18                           | 23           | Rébecca, pirate du lac                |
| 19                           | 22           | Le guérisseur d'étoiles               |
| 20                           | 21           | Les prisonniers du temps perdu        |
| 21                           | 10           | La Taka des Inuks                     |
| 22                           | 25           | Villon, la cour des miracles          |
| 23                           | 24           | La guerre interstrates                |
| 24                           | 17           | Gog et Magog                          |
| 25                           | 13           | Docteur Test                          |
| 26                           | 26           | Le secret de l'Orichalque             |

### Deuxième saison
| Numéro (diffusion originale) | Numéro (DVD) | Titre                                                  |
| ---------------------------- | ------------ | ------------------------------------------------------ |
| 1                            | 1            | Le retour de l'Orichalque                              |
| 2                            | 7            | L'échiquier des mondes                                 |
| 3                            | 9            | Cyrano de Borbotrak                                    |
| 4                            | 2            | Zara ou l'éternel retour                               |
| 5                            | 3            | La jeunesse de Spartakus                               |
| 6                            | 10           | Ringnar-Bizeness                                       |
| 7                            | 4            | Toutankhaton, le combat royal                          |
| 8                            | 6            | Casino pirate                                          |
| 9                            | 8            | Le règne de Bob                                        |
| 10                           | 5            | Les Hommes-Caméléons                                   |
| 11                           | 14           | Ogida le Cherokee                                      |
| 12                           | 13           | Le maître des écritures                                |
| 13                           | 12           | Bic et Bac, superpangolins                             |
| 14                           | 16           | Alexis et la horde d'or                                |
| 15                           | 11           | Le triangle des Abyssos                                |
| 16                           | 18           | Oncle Albert                                           |
| 17                           | 17           | Sacrés pirates                                         |
| 18                           | 15           | Les frères de Barkar                                   |
| 19                           | 21           | Drôles de vacances                                     |
| 20                           | 19           | Le dodo des dodos                                      |
| 21                           | 20           | L'ombre de Terha                                       |
| 22                           | 23           | Le temple du condor                                    |
| 23                           | 22           | Ma-Thot                                                |
| 24                           | 24           | La porte de l'aurore                                   |
| 25                           | 25           | Le retour du temps perdu Ⅰ - Le chemin de lumière      |
| 26                           | 26           | Le retour du temps perdu Ⅱ - Vers l'ailleurs et demain |

## Musique
Les producteurs firent d'abord appel à Didier Barbelivien et Haim Saban, mais les essais ne furent pas concluants. Les mélodies de Vladimir Cosma séduisirent les producteurs qui ne voulaient pas faire de la musique au mètre. Un extrait de la maquette de Didier Barbelivien a été dévoilé en 2019.
Les producteurs avaient d'abord pensé à Herbert Léonard et à Annick Thoumazeau qui avaient alors la cote, mais Carrère (La maison de disque) leur conseilla le groupe Mini‑Star. Le choix fut concluant, les producteurs trouvant que les voix des enfants collaient parfaitement aux paroles écrites avec Roger Dumas.
La chanson-titre originale servant de générique, le thème des pirates (La danse des pirates) ainsi que celui de Bic et Bac (Le Flashbic, servant de générique de fin à la seconde saison et intégré sur des éditions ultérieures) sont interprétés par le groupe Mini‑Star et respectivement parus en simple avec leur version instrumentale.

### Bande originale
Toutes les musiques et chansons de cette série sont composées par Vladimir Cosma, et les textes écrits par Nina Wolmark et Roger Dumas.
| Liste des titres | Liste des titres                                                           | Liste des titres | Liste des titres | Liste des titres | Liste des titres | Liste des titres | Liste des titres | Liste des titres | Liste des titres |
| No               | Titre                                                                      | Durée            |                  |                  |                  |                  |                  |                  |                  |
| ---------------- | -------------------------------------------------------------------------- | ---------------- | ---------------- | ---------------- | ---------------- | ---------------- | ---------------- | ---------------- | ---------------- |
| 1.               | Les Mondes engloutis (* version générique du thème ; chanté par Mini-Star) | 3:22             |                  |                  |                  |                  |                  |                  |                  |
| 2.               | Sacrés pirates ! (* version instrumentale de La Danse des Pirates)         | 2:48             |                  |                  |                  |                  |                  |                  |                  |
| 3.               | Le Shagma (* version orchestrale mélancolique du thème)                    | 3:07             |                  |                  |                  |                  |                  |                  |                  |
| 4.               | La Cité d'Arkadia                                                          | 2:28             |                  |                  |                  |                  |                  |                  |                  |
| 5.               | Dans le désert de Barkar                                                   | 3:17             |                  |                  |                  |                  |                  |                  |                  |
| 6.               | La Loi des Mogokhs (* version orchestrale rythmée du thème)                | 2:29             |                  |                  |                  |                  |                  |                  |                  |
| 7.               | La Danse des Pirates (* chanté par Mini-Star)                              | 2:48             |                  |                  |                  |                  |                  |                  |                  |
| 8.               | Les Messagers du Shagma (* version orchestrale envolée du thème)           | 3:00             |                  |                  |                  |                  |                  |                  |                  |
| 9.               | Prisonniers du Temps perdu (* version ballade du thème)                    | 1:56             |                  |                  |                  |                  |                  |                  |                  |
| 10.              | Les Sept Arcs-en-ciel                                                      | 2:15             |                  |                  |                  |                  |                  |                  |                  |
| 11.              | Le Nemkor d'Arkana                                                         | 2:32             |                  |                  |                  |                  |                  |                  |                  |
| 12.              | Thème des Mondes engloutis (* version instrumentale du thème)              | 3:22             |                  |                  |                  |                  |                  |                  |                  |
| 36:33            |                                                                            |                  |                  |                  |                  |                  |                  |                  |                  |

### Musiques additionnelles
Certains titres sont rajoutés, d'autres sont nommés différemment selon la parution ultérieure (en tant qu'édition ou compilation).
| Liste des titres | Liste des titres                                           | Liste des titres | Liste des titres | Liste des titres | Liste des titres | Liste des titres | Liste des titres | Liste des titres | Liste des titres |
| No               | Titre                                                      | Durée            |                  |                  |                  |                  |                  |                  |                  |
| ---------------- | ---------------------------------------------------------- | ---------------- | ---------------- | ---------------- | ---------------- | ---------------- | ---------------- | ---------------- | ---------------- |
| 1.               | Les Mondes Engloutis • Générique (* chanté par Mini-Star)  | 3:27             |                  |                  |                  |                  |                  |                  |                  |
| 2.               | Le Shagma                                                  | 3:09             |                  |                  |                  |                  |                  |                  |                  |
| 3.               | La cité d'Arkadia                                          | 2:32             |                  |                  |                  |                  |                  |                  |                  |
| 4.               | Dans le désert de Barkar                                   | 3:19             |                  |                  |                  |                  |                  |                  |                  |
| 5.               | La danse des pirates • Chanson (* chanté par Mini-Star)    | 2:52             |                  |                  |                  |                  |                  |                  |                  |
| 6.               | La loi des Mogokhs                                         | 2:32             |                  |                  |                  |                  |                  |                  |                  |
| 7.               | Les messagers du Shagma                                    | 3:04             |                  |                  |                  |                  |                  |                  |                  |
| 8.               | L'armée d'argile                                           | 1:45             |                  |                  |                  |                  |                  |                  |                  |
| 9.               | Coup de filet                                              | 1:15             |                  |                  |                  |                  |                  |                  |                  |
| 10.              | Spartakus • Générique anglais (* chanté par Cook Da'Books) | 3:26             |                  |                  |                  |                  |                  |                  |                  |
| 11.              | Sacrés pirates                                             | 1:50             |                  |                  |                  |                  |                  |                  |                  |
| 12.              | Prisonniers du temps perdu                                 | 1:59             |                  |                  |                  |                  |                  |                  |                  |
| 13.              | Les sept arcs-en-ciel                                      | 2:18             |                  |                  |                  |                  |                  |                  |                  |
| 14.              | La grande nuit shagmique                                   | 1:55             |                  |                  |                  |                  |                  |                  |                  |
| 15.              | Les pirates du lac                                         | 1:08             |                  |                  |                  |                  |                  |                  |                  |
| 16.              | Le bateau fantôme                                          | 2:50             |                  |                  |                  |                  |                  |                  |                  |
| 17.              | Thème des Mondes Engloutis                                 | 2:39             |                  |                  |                  |                  |                  |                  |                  |
| 18.              | Le Flashbic • Chanson (* chanté par Mini-Star)             | 4:11             |                  |                  |                  |                  |                  |                  |                  |
| 19.              | Le rock pirate                                             | 2:35             |                  |                  |                  |                  |                  |                  |                  |
| 20.              | Les strates du temps                                       | 1:54             |                  |                  |                  |                  |                  |                  |                  |
| 21.              | Le cristal                                                 | 2:13             |                  |                  |                  |                  |                  |                  |                  |
| 22.              | Les Mondes Engloutis • Version TV (* chanté par Mini-Star) | 2:10             |                  |                  |                  |                  |                  |                  |                  |
| 23.              | Le nemkor d'Arkana                                         | 2:33             |                  |                  |                  |                  |                  |                  |                  |
| 24.              | La réserve des bannis                                      | 1:24             |                  |                  |                  |                  |                  |                  |                  |
| 25.              | La cour des miracles                                       | 1:26             |                  |                  |                  |                  |                  |                  |                  |
| 26.              | Les Mondes Engloutis • Karaoke                             | 3:27             |                  |                  |                  |                  |                  |                  |                  |
| 27.              | La danse des pirates • Karaoke                             | 2:52             |                  |                  |                  |                  |                  |                  |                  |
| 28.              | Le Flashbic • Karaoke                                      | 4:11             |                  |                  |                  |                  |                  |                  |                  |
| 71:09            |                                                            |                  |                  |                  |                  |                  |                  |                  |                  |

### Musiques présentes dans la série
Certaines musiques également composées par Vladimir Cosma sont réutilisées pour la série : notamment, des segments de la bande originale du film animé Astérix et la surprise de César sorti la même année (L'Esclave du désert, L'Évasion de Tragicomix, Obélix amoureux, Embarquement pour l'Afrique...), mais aussi d'autres qu'on retrouve dans le film Astérix chez les Bretons sorti l'année suivante (Le débarquement par exemple).

### Reprises
En 2012, le groupe polonais de power metal symphonique Pathfinder publie sur leur album Fifth Element (en bonus sur l'édition européenne) le titre Spartakus and the Sun Beneath the Sea, reprise de la version anglophone du générique. Une version officielle reprenant la chanson originale (en français) existe également hors album, disponible en téléchargement et en clip notamment sur YouTube.
En 2019, la nouvelle génération des Kids United interprète une version réécrite du générique, sous forme d'un appel à la conscience écologique, nommée L'Hymne de la vie. La chanson est notamment interprétée à la fin du défilé du 14 juillet 2021 par un chœur de jeunes.

## Œuvres dérivées

### Bande dessinée
Quatre épisodes ont été adaptés en bandes dessinées et publiés par Casterman entre 1985 et 1986. L'adaptation est signée de Nina Wolmark elle-même et le dessin du "Studio Asylüm". Chaque album fait 32 pages couleurs pour un format de 23 x 30,5 cm.
1. Il faut sauver Arkadia !
2. La Ville des souris
3. Thot
4. La Cour des miracles

### Récits photos
Sous le titre général Les mondes engloutis - Récit Photos, Casterman a également publié huit albums constitués d'un récit reprenant chacun un épisode de la série, abondamment illustré des celluloïds et décors originels fournis par France Animation. Ils constituent ainsi une source de documentation sur le travail du studio. Chaque ouvrage fait 22 pages dans un format de 20,5 x 25 cm.
1. Bob et Rebecca
2. L'Empereur Qin
3. Le Vaisseau fantôme
4. Les Pilotis du démon
5. Les Mille et une heures
6. Le Cirque de Barkar
7. Les Insignes sacrés
8. La Loi des Mogokhs

### Bibliothèque rose
De 1986 à 1987, la célèbre collection d'Hachette la Bibliothèque rose a publié cinq volumes dérivés des Mondes Engloutis, chacun correspondant à un ou deux épisodes originaux. La novellisation est signée d'Évelyne Lallemand, mais c'est Nina Wolmark qui est créditée comme autrice principale.
1. Les Mondes engloutis
2. Le Club pirate
3. Objectif Arkadia
4. Rebecca, pirate du lac
5. Le Secret du Shagma

### Jeux et jouets
Le fabricant de jeux et jouets Ceji a co-produit la première saison de la saison, acquérant ainsi la principale licence pour des produits dérivés, sous les noms Ceji ou Ceji-Revell.
Ceji a sorti en 1985 plusieurs séries de jouets : une série de 5 figurines flexibles, une série une série de 8 figurines articulées d'environ 10 cm, et une série de 9 mini-figurines moulées d'environ 5 cm, ainsi que 3 véhicules : le sous-marin  pirate, le scooter pirate et Shag-Shag. 
Ceji-Revell a également publié trois jeux de société : Mission Shagma, Destination Arkadia et Bic et Bac équilibristes et a sorti une peluche de Bic/Bac.
D'autres fabricants ont publié des jeux plus mineurs sous licence de la série : puzzles (Nathan), lotos (Schmidt), masques, ballons, etc.